# Haceatur Abovian
Haceatur Abovian (n. 15 octombrie 1809, Kanaker⁠(d), Erevan, Hanatul Erevan, Qajar Iran⁠(d) – d. 14 aprilie 1848, Erevan, Imperiul Rus) a fost un scriitor iluminist, pedagog și etnograf armean, întemeietorul literaturii armene moderne, militant pentru renașterea Armeniei. Activitatea lui s-a desfășurat sub influența gândirii sociale antifeudale ruse.
Opera sa principală este romanul realist Rănile Armeniei (Werkh hajastani, 1841), care înfățișează lupta de eliberare națională și socială a poporului armean în perioada Războiului Ruso-Persan din 1826-1828. Romanul este considerat primul publicat în limba armeană modernă. 
A mai scris povestiri, schițe, fabule, piese de teatru, eseuri. Abovian este considerat una dintre cele mai importante personalități ale literaturii și istoriei Armeniei.